# Lleteresa de les Pitiüses
La lleteresa les Pitiüses, lletrera d'oruga o lletrera (Euphorbia pithyusa) és una espècie de planta de la família euphorbiaceae.

## Distribució i hàbitat
La lleteresa de les Pitiüses és originària de la Dragonera, Eivissa, Mallorca i Menorca. Actualment també es troba al País Valencià i a la Costa Brava com a espècie neòfita.
Viu a penya-segats litorals i sòls pedregosos i pot créixer a les zones muntanyenques de l'interior, no tan a prop del mar.

## Descripció

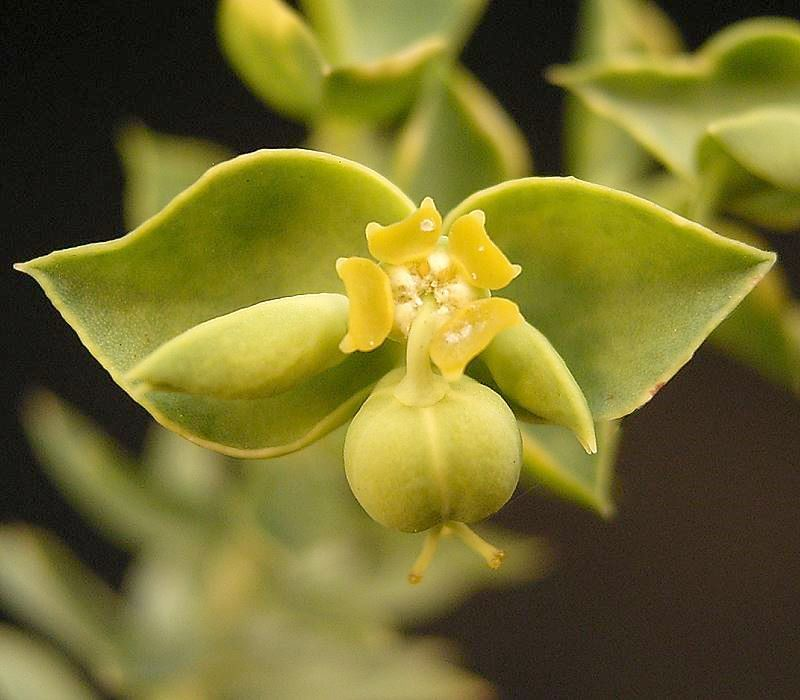
Detall d'una flor o ciati.

És una planta herbàcia perenne hemicriptòfita que creix fins a una alçada d'entre de 20 a 60 cm. Forma mates petites. Les fulles de la lleteresa de les Pitiüses són glauques i cobreixen la tija. Té una forma similar a la lleteresa de platja (Euphorbia paralias), però de menors dimensions, i amb mates de menys branques que no esdevenen tan espesses.
La lleteresa de les Pitiüses es reconeix amb facilitat perquè les fulles mortes a la base de les tiges, s'assequen sense caure a terra i dirigint les puntes cap avall.
Floreix d'abril a setembre. Les flors són ciatis disposats en una inflorescència cimosa anomenada pleocasi. Les glàndules nectaríferes del ciati són de color groc, en forma de mitja lluna, amb dues puntetes o banyetes als extrems.
Els fruits són de càpsula llisa formada per tres cocs amb llavors alveolades.

## Toxicitat i usos medicinals
Com altres plantes similars del gènere eufòrbia la lleteresa de les Pitiüses produeix una resina blanca o làtex molt tòxica.
Coneguda vulgarment com a "llet" s'utilitzava antigament com a metzina, com a laxant, com a antisèptic i per tractar verrugues a l'herboristeria tradicional.

## Subespècies i espècies relacionades
La lleteresa de les Pitiüses és una de les tres espècies de lletereses que es troben exclusivament a les Illes Balears. Les altres són Euphorbia fontqueriana i Euphorbia margalidiana.
Té les següents subespècies:
- Euphorbia pithyusa ssp. cupanii (Guss. ex Bertol.) Radcl.-Sm. 1968
- Euphorbia pithyusa ssp. dianthifolia (Lojac.) Oudejans 1992
- Euphorbia pithyusa ssp. pithyusa

Hi ha una espècie de lleteresa similar però més gran i que creix més a prop del litoral:
- Lleteresa de platja (Euphorbia paralias)